# Saint-Bauzille-de-la-Sylve
 Saint-Bauzille-de-la-Sylve  (en occitano Sant Bausèli de la Seuva) es una población y comuna francesa, situada en la región de Occitania, departamento de Hérault, en el distrito de Lodève y cantón de Gignac.

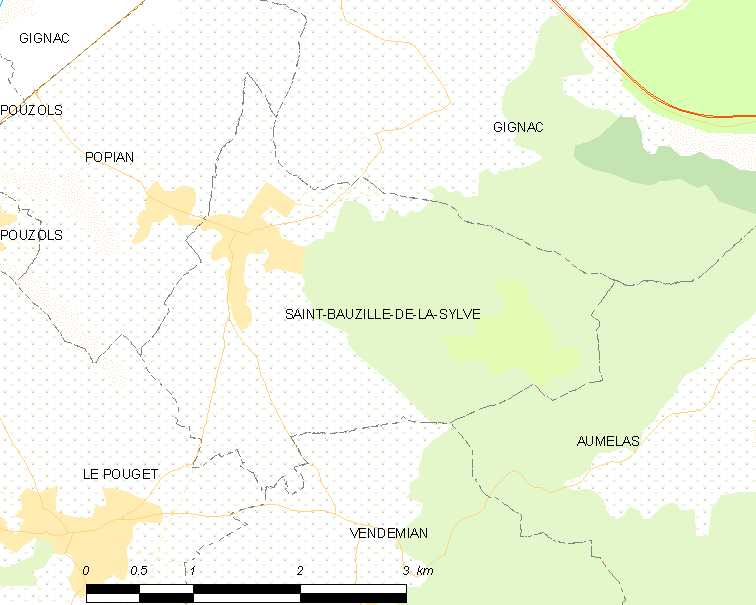
Mapa

## Demografía
| 618 | 605 | 529 | 527 | 602 | 720 | 826 |
| Para los censos de 1962 a 1999 la población legal corresponde a la población sin duplicidades (Fuente: INSEE [Consultar]) |     |     |     |     |     |     |